# Ptilinopus layardi
Ptilinopus layardi là một loài chim trong họ Columbidae.